# Kūh Par
Kūh Par (persiska: كوه پر) är en ort i Iran.   Den ligger i provinsen Mazandaran, i den norra delen av landet, 90 km norr om huvudstaden Teheran. Kūh Par ligger 1 303 meter över havet och antalet invånare är 229.
Terrängen runt Kūh Par är bergig österut, men västerut är den kuperad. Terrängen runt Kūh Par sluttar österut. Runt Kūh Par är det ganska tätbefolkat, med 80 invånare per kvadratkilometer. Närmaste större samhälle är Kalārdasht, 6,5 km väster om Kūh Par. I omgivningarna runt Kūh Par växer i huvudsak blandskog.